# El bateo
El bateo es una zarzuela en un acto (género chico) y cuatro cuadros, con música de Federico Chueca y libreto de Antonio Domínguez y Antonio Paso. Se estrenó el 7 de noviembre de 1901 en el Teatro de la Zarzuela de Madrid. Se titula "sainete lírico en un acto". 

## Historia
La obra es uno de los representantes de las últimas obras pertenecientes al género chico, pues con la llegada del nuevo siglo, cambiaron completamente los gustos del público en favor de espectáculos como la opereta, la revista musical o las variedades.
El libro es un alarde de ingenio y de tipos, bien presentados, introducidos en una buena trama, desarrollada linealmente, sin ningún tipo de problemas, provocando situaciones interesantes y de gran comicidad. La autoría se debe al experimentado comediógrafo granadino Antonio Paso, y el novel periodista Antonio Domínguez.
La música denota la maestría de Federico Chueca, al escribir melodías populares y pegadizas, creando páginas inmortales como el popurrí de los organilleros, o el tango de Wamba, las cuales hoy en día, se siguen interpretando con gran éxito.

## Personajes
| Personaje                                                                              | Tesitura     | Reparto del estreno, 7 de noviembre de 1901 |
| -------------------------------------------------------------------------------------- | ------------ | ------------------------------------------- |
| Nieves, sobrina de Wamba y preocupada del bautizo                                      | actriz       | Elena Salvador                              |
| Visita, chula y antigua novia de Lolo                                                  | soprano      | Isabel López                                |
| Señora Valeriana, madre de Nieves y defensora del niño                                 | actriz       | Nieves González                             |
| Wamba, viejo anarquista, de ideas incendiarias                                         | tenor cómico | José Riquelme                               |
| Lolo, guardia enamorado de Nieves y padre del niño                                     |              | Valentín González                           |
| Pamplinas, chulo y antiguo novio de Nieves                                             | actor        | Pablo Arana                                 |
| Virginio Lechuga García y Quirós, dependiente de una casa de empeños y chico muy cursi | tenor cómico | Antonio González                            |
| Fermín Película, fotografo ambulante                                                   | barítono     | Sr. Mariner                                 |
| El músico                                                                              |              | Sr. Sánchez                                 |

## Argumento
La acción transcurre en los barrios bajos de Madrid, en la época del estreno (1901)

## Acto único

### Cuadro primero
En una plazoleta los vecinos cantan y beben animadamente, celebrando el futuro bautizo del niño de Nieves y su novio Lolo, el cual apadrinará Wamba, un viejo anarquista, muy a su pesar. Nieves viene acalorada, y comenta a Valeriana, su encuentro con su antiguo novio, el Pamplinas, el cual viene decidido a evitar a toda costa el bautizo. Llega este a la plaza y provoca un gran revuelo, demostrando su chulería. Entra Visita, una antigua novia de Lolo despechada por su actitud, acompañada de Virginio, un dependiente cursi que está loco por ella; tras despedirse de él, decide compincharse con Pamplinas para hundir el bautizo. Lolo aparece por la plaza y Visita aprovecha para decirle los rumores concernientes a que no es el padre del niño. Lolo consternado, se entristece, pero Wamba le interroga y se entera de lo sucedido. Wamba reacciona y entre todos los vecinos animan a Lolo.

### Cuadro segundo
En una calle se manifiestan los organilleros, declarándose en huelga.

### Cuadro tercero
En la sacristía de la Ermita de San Antonio, Celestino, el sacristán, trata de registrar al bebe, ante las continuas interrupciones de Wamba, el cual se niega en rotundo a ello. Cuando por fin pueden realizarlo, aparece Pamplinas negando que el hijo sea de Lolo y provocando un gran escándalo.

### Cuadro cuarto
En un merendero, los convidados, mientras esperan a la familia, bailan con la música de un septiminio de ciegos, contratado por Lolo para la ocasión. Llega Wamba y narra ante todos lo ocurrido en la iglesia, y su preocupación a que Lolo y Pamplinas, se hayan ido a matar a cualquier parte. Entran Nieves, Valeriana, Lolo y Pamplinas, dispuestos a aclarar la situación. Pamplinas confiesa todo; en la madrugada, él ha visto entrar a un hombre por la ventana de la casa de Nieves, negando al niño como hijo de Lolo. Wamba lo interrumpe y descubre que era él, y su motivo era para ver a Valeriana, aceptando casarse al fin. Concluye la obra con la alegría general y el bautizo del niño.

## Números musicales
- Acto único[3]

- - Preludio

- - Sevillanas: "No quiere el municipio regar"

- - Tango de Wamba: "Tun turuntun..."

- - Dúo de Virginio y Visita: "Yo me llamo Virginio"

- - Coro: "Bateo pelao"

- - Popurrí de organilleros: "Somos los organilleros"

- - Polca del fotógrafo: "Que grupo más bonito"

- - Gavota: "Pianisimo ese re"

- - Final (Orquesta)